# Canal Club
Canal Club fue un canal de televisión español dedicado a ofrecer servicios de teletienda, adivinación del futuro y concursos de telellamadas.
En 1996 comenzó sus emisiones en Canal+ siendo exclusivo de esta operadora, hasta que el 1 de junio de 2009, con categoría de servicio adicional, fue lanzado en la TDT en sustitución de Promo TV, con el cual ya compartía contenidos de concursos telefónicos, dentro del multiplex 67 UHF, junto a Cuatro, CNN+, 40 latino, Cadena SER, Cadena Dial y Los 40 principales, además de La Sexta.
En el mes de septiembre de 2010, el Ministerio de Industria exigió a sus respectivas gestoras el cierre inmediato de Cincoshop  y de Tienda en Veo, ya que consideró que estos grupos estaban vulnerando el límite de cuatro emisiones simultáneas que recoge la Ley General de la Comunicación Audiovisual. 
El 1 de enero de 2011 dejó de emitir a través del dial 88 de Canal+ pero continuó emitiendo a través de su señal en TDT. Finalmente, sus emisiones cesaron el 1 de abril del mismo año, siendo sustituido por el canal La Tienda en Casa, de similares contenidos. El 1 de julio de 2011 el canal regresó a la oferta de Canal+ en el dial 29.
El canal de televenta está producido por Canal Club de Distribución, Ocio y Cultura S.L. una empresa conjunta entre El Corte Inglés (75% de acciones) y Prisa TV (25% de acciones).